# Paul van Kempen

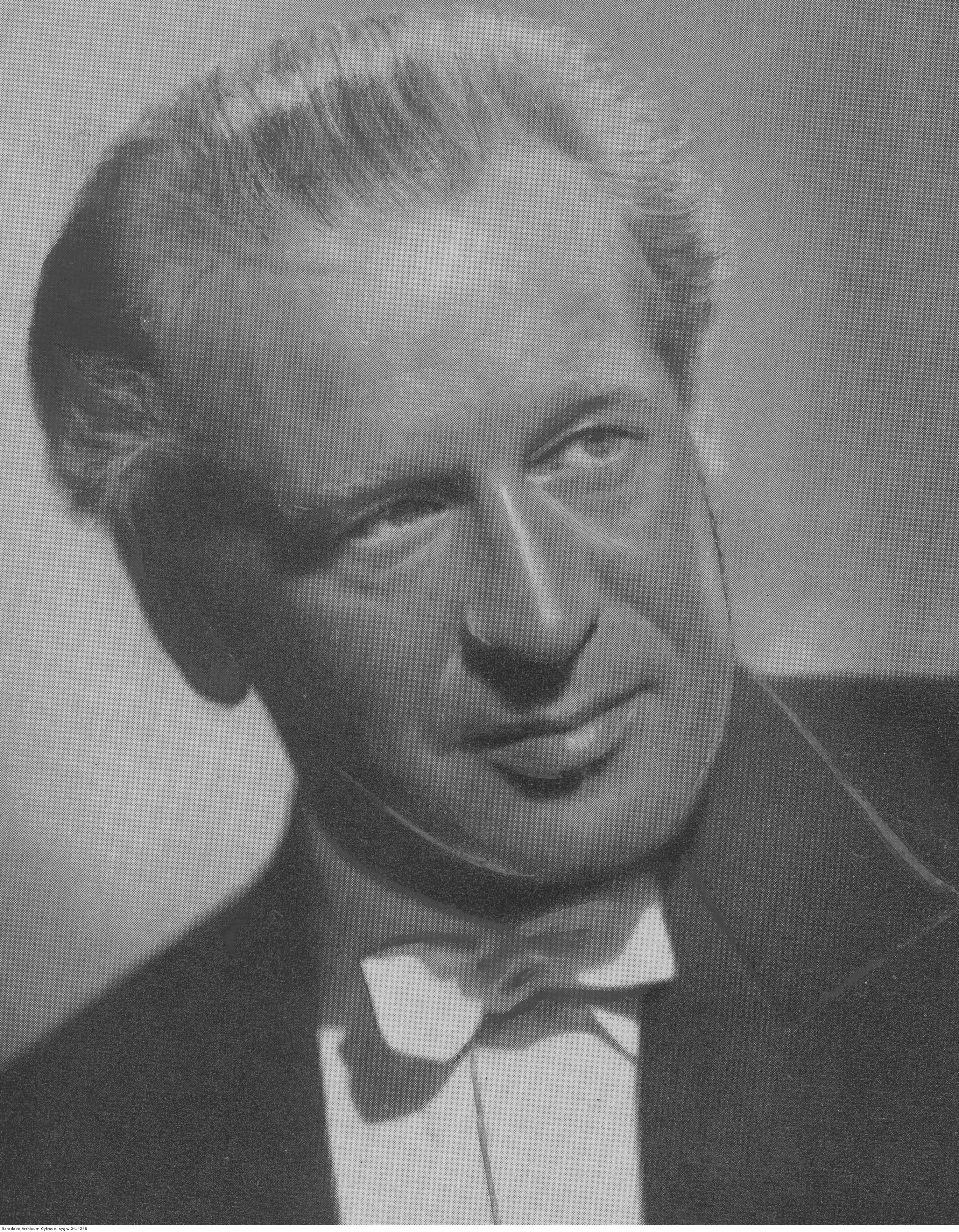
Paul van Kempen

Paul van Kempen (né le 16 mai 1893 à Zoeterwoude - mort le 8 décembre 1955 à Amsterdam) est un chef d'orchestre néerlandais.

## Biographie
Van Kempen a étudié au conservatoire d’Amsterdam de 1910 à 1913, dont la composition et la direction d'orchestre avec Julius Röntgen et Bernard Zweers, ainsi que le violon avec Louis Zimmerman. En 1913, il est devenu second violon au Orchestre royal du Concertgebouw, et l'année suivante, est passé au pupitre des premiers violons. Après 1916, il a commencé sa carrière en Allemagne, et est devenu premier violon solo dans des orchestres à Poznań, Bad Nauheim et à l'Orchestre philharmonique de Dortmund.
En 1932, van Kempen a été naturalisé allemand. Il a été directeur musical à Oberhausen pendant 2 ans. De 1934 à 1942, il a été le chef principal de l'Orchestre philharmonique de Dresde,. En 1942, il a succédé à Herbert von Karajan en tant que Kapellmeister à Aix-la-Chapelle, servant jusqu'en 1944. Plusieurs années après la Seconde Guerre mondiale, en 1953, van Kempen est devenu directeur général de la musique de la ville de Brême.  
En 1949, van Kempen est retourné aux Pays-Bas comme chef principal de l'Orchestre philharmonique de la radio néerlandaise, basé à Hilversum. Cependant, son activité de chef durant la Seconde Guerre mondiale a en fait une figure controversée du Pays-Bas, à cause des concerts donnés pour la Wehrmacht. À une occasion, en 1951, van Kempen été engagé comme chef remplaçant de l'Orchestre du Concertgebouw à la place d'Eduard van Beinum malade. Le premier soir, des personnes dans le public ont protesté fortement, mais le concert a eu lieu. Le second soir, les interventions du public ont été si importantes que 62 musiciens ont refusé de continuer à jouer,.

## Enregistrements
Les enregistrements de Van Kempen comprennent les Symphonies no 3, 7 et 8 de Beethoven, les cinq concertos pour piano de Beethoven avec Wilhelm Kempff, et les Symphonies  no 5 et  no 6 de Tchaïkovski.